# Бочјар
Бочјар (слч. Bočiar) насељено је мјесто са административним статусом сеоске општине (слч. obec) у округу Кошице-околина, у Кошичком крају, Словачка Република.

## Становништво
| Година:    | 1994. | 2004.   | 2014.    | 2024.   |
| ---------- | ----- | ------- | -------- | ------- |
| Број људи: | 213   | 221     | 251      | 242     |
| Разлика:   |       | +3,75 % | +13,57 % | -3,58 % |

| Година:    | 2023. | 2024.   |
| ---------- | ----- | ------- |
| Број људи: | 244   | 242     |
| Разлика:   |       | -0,81 % |

Према подацима о броју становника из 2011. године насеље је имало 234 становника.